# Sŏnggan
Sŏnggan (kor. 성간군, Sŏnggan-kun) – powiat w Korei Północnej, w prowincji Chagang. W 2008 roku liczył ok. 93 tys. mieszkańców. 
Najwyższym szczytem w powiecie jest Maengpu-san (2214 m n.p.m.). 92% terytorium powiatu pokryte jest lasami. Przez powiat przebiega linia kolejowa Manp'o oraz drogi do Kanggye i Pjongjangu. 
Gospodarka opiera się na rolnictwie i wycince drzewa.
Powiat powstał w 1952 roku.